# Pasi Male
Pasi Male is een bestuurslaag in het regentschap Aceh Barat van de provincie Atjeh, Indonesië. Pasi Male telt 168 inwoners (volkstelling 2010).